# Fournier (cratère martien)
Pour les articles homonymes, voir Fournier.

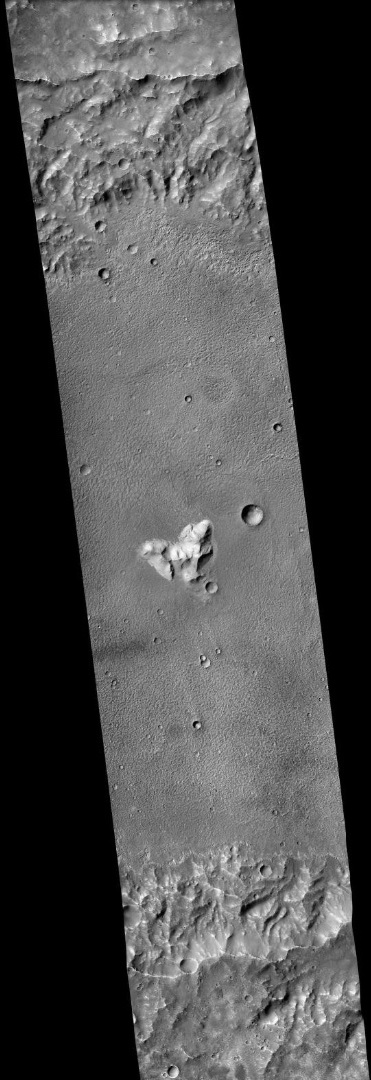
Cratère Fournier, Mars vue par la camera CTX du Mars Reconnaissance Orbiter.

Fournier est un cratère d'impact de 118 km de diamètre situé sur Mars dans le quadrangle d'Iapygia par 4,3° S 72,6° E, dans la région de Tyrrhena Terra.